# Interpol contre X
Pour plus de détails, voir Fiche technique et Distribution.
Interpol contre X est un film français réalisé par Maurice Boutel, sorti en 1960.

## Fiche technique
- Titre français : Interpol contre X
- Réalisation : Maurice Boutel
- Scénario et dialogues : Maurice Boutel
- Photographie : Enzo Riccioni
- Son : André Desreumeaux
- Décors : Hugues Laurent
- Musique : Rico Calle, Roger Roger, Joseph Nussbaum, Philippe Parès
- Montage : Denise Charvein
- Société de production : Procinor
- Pays d'origine :  France
- Format : Noir et blanc - 35 mm - Mono
- Durée : 84 minutes
- Date de sortie : France, 25 novembre 1960

## Distribution
- Howard Vernon : Inspecteur Jackson
- Maria Vincent : Madeleine
- Andrex : Mathias
- Junie Astor : Magda
- Marcel Pérès : Victor
- Joëlle Bernard : Lucy
- Pauline Carton : Louise
- Robert Dalban : Commissaire Meunier